# 隆若-普吕沃
隆若-普吕沃（法語：Longeault-Pluvault，法語發音：[lɔ̃ʒo plyvo]）是法国科多尔省的一个市镇，属于第戎区。该市镇于2019年由原市镇隆若和普吕沃合并而成，行政中心位于隆若。

## 地理
隆若-普吕沃（47°13'21"N, 5°15'17"E）面积4.70 平方千米，位于法国勃艮第-弗朗什-孔泰大區科多尔省，该省份为法国中东部省份，北起奥布省，西接涅夫勒省和约讷省，南至索恩-卢瓦尔省，东南接汝拉省，东临上索恩省，东北部与上马恩省接壤。
与隆若-普吕沃接壤的市镇（或旧市镇、城区）包括：让利斯、贝尔堡、普吕韦、下塔尔、科隆日和普勒米耶尔。
隆若-普吕沃的时区为UTC+01:00、UTC+02:00（夏令时）。

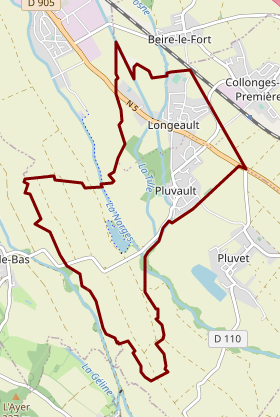
隆若-普吕沃的OSM定位图

## 行政
隆若-普吕沃的邮政编码为，INSEE市镇编码为21352。

## 政治
隆若-普吕沃所属的省级选区为让利斯县。

## 人口
隆若-普吕沃于2022年1月1日时的人口数量为1154人。